# القلب يريد ما يريد
القلب يريد ما يريده (بالإنجليزية: The Heart Wants What It Wants)‏ هي أغنية للمغنية الأمريكية سيلينا غوميز من ألبومها التجميعي لعام 2014 لأجلك. وقد تم إصداره في 6 نوفمبر 2014 من خلال تسجيلات هوليوود، وقد كتبت الأغنية من طرف غوميز وأنتونينا أرماتو وتيم جيمس بالإضافة إلى ديفيد جوست، كما أنتج أرماتو وجيمس الأغنية، اللذين يشكلان بشكل جماعي الإنتاج الثنائي روك مافيا، حيث تم عرض الأغنية أول مرة في منتصف نوفمبر 2014.
وأشاد نقاد الموسيقى في الغالب بمحتوى الأغنية الغنائية، وإنتاجها، وغناءها، واتجاه غوميز الجديد. وصلت الأغنية إلى المركز السادس على قائمة بيلبورد هوت 100. كما وصلت إلى المركز السادس في كندا، وتصدرة أفضل 40 أغنية في ستة عشر بلدا، بما في ذلك أستراليا وبلجيكا ونيوزيلندا والمملكة المتحدة.

## الخلفية والإصدار
قالت غوميز عن الأغنية، في مقابلة مع ريان سيكريست على إذاعة 102.7 كيس إف إم خلال العرض العالمي الأول لأغنيتها "القلب يريد ما يريد". في أول يوم لها على الراديو، واستمع للأغنية حوالي 10.061 مليون مستمع. "إنها أيضا خطوة بالنسبة لي أعرف مثل:" كما انها خطوة بالنسبة لي معرفة مثل، "حسنا، هذا ما كنت على وشك قوله، وأنا بحاجة إلى أن أقول ذلك عندما أكون مستعدة" [...] وأعتقد أنه بعد هذا العام، فهذه هي الطريقة المثلى لإنها العام، انها الطريقة المثلى لإنهاء فصل بطريقة ما. إنها مثل، أن هذا ما سأقوله عن كل شخص حكم علي كل بسبب قرار اتخذته، لكل شخص، [و] قلب يتم الحكم عليه بشيء قام به، والآن أنا فقط أريد إظهاره،" In its first day on radio, the song had a listening audience of 10.061 million.

## الفيديو كليب
تم تصوير الفيديو كليب بالأبيض والأسود من قبل دون شادفورث. ويمثل الممثل شيلوه فرنانديز في الفيديو دور حبيب سيلينا غوميز.

## روابط خارجية
- الأغنية على موقع يوتيوب